# Villa romaine de Borg

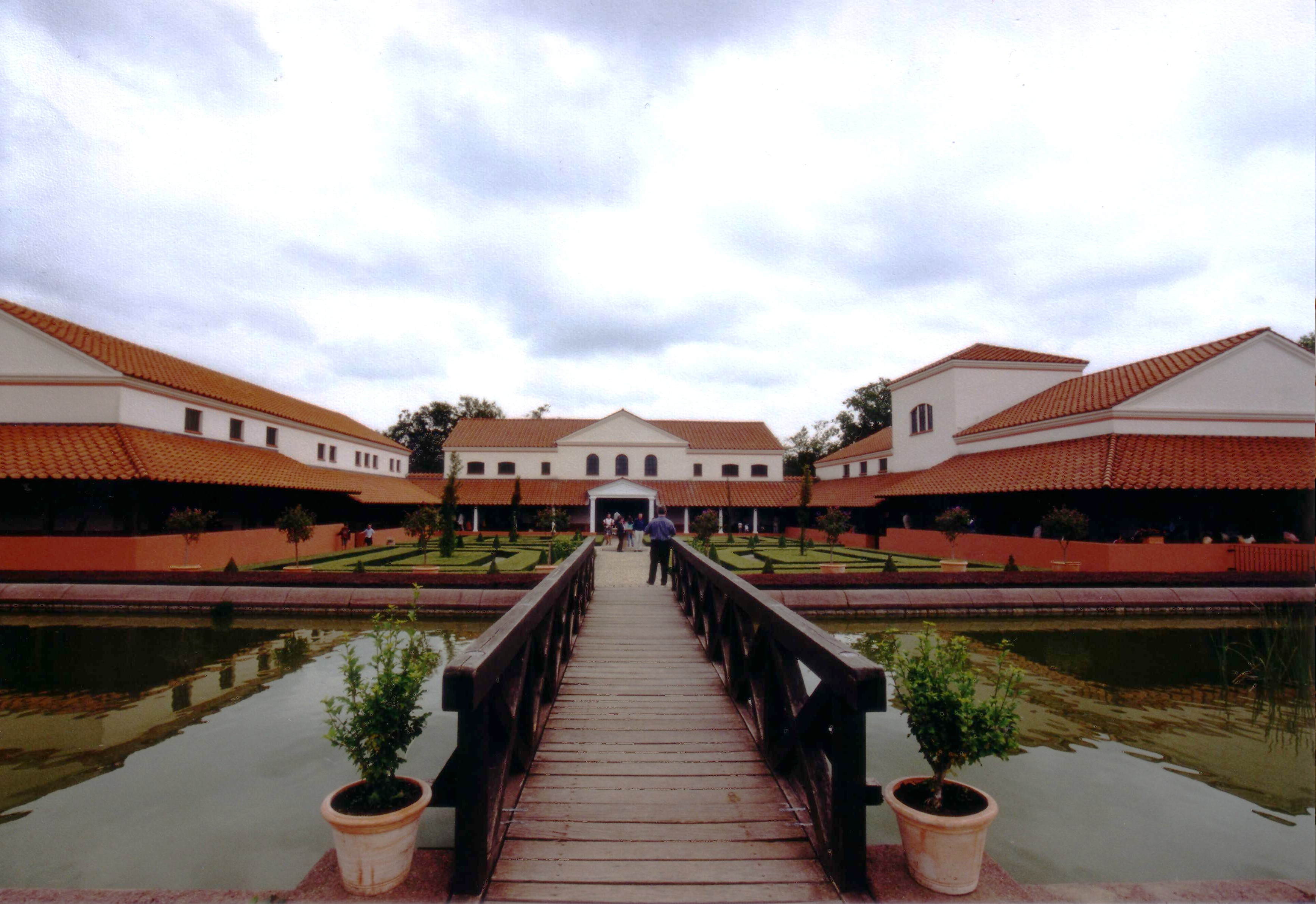
La villa romaine de Borg reconstruite.

La Villa romaine de Borg est une villa rustica romaine reconstruite située près des villages de Borg et d'Oberleuken dans la municipalité de Perl en Sarre, en Allemagne. Découvert à la fin du XIXe siècle, le site a été fouillé à la fin des années 1980. Les travaux de reconstruction, commencés au milieu des années 1990, ont été pratiquement achevés fin 2008, même si des travaux d'excavation supplémentaires se poursuivent encore. Le site est une attraction touristique populaire avec environ 50 000 visiteurs par an.

## Histoire
Johann Schneider, un instituteur local, identifie le site pour la première fois vers 1900 après avoir remarqué des monticules artificiels dans la région. Il découvre bientôt des vestiges de murs ainsi que des poteries romaines. En partie à cause des deux guerres mondiales, peu de mesures ont été prises jusqu'au milieu des années 1980, lorsque les autorités de la Sarre ont clôturé le site après que des fouilles illégales ont commencé à menacer sa survie. Des travaux de fouilles systématiques ont débuté en 1987. Les fouilles ont rapidement révélé des traces d'habitation préromaine directement sous les fondations de la villa romaine. Il y avait non seulement des traces de structures de l'âge du fer, mais aussi de la Culture campaniforme. Des outils datant de la période néolithique ont également été retrouvés sur le site.

## Le site
Le site est celui d'une villa rustica, une installation agricole composée d'une grande résidence palatiale (pars urbana) et d'une zone économique (pars rustica). Il y a eu très peu d'activité sur le site depuis l'époque romaine, ce qui fait que les vestiges romains sont encore en très bon état.

## Reconstruction
Les travaux de reconstruction ont été conçus pour présenter une représentation authentique des bâtiments tels qu'ils se trouvaient à l'origine afin que les visiteurs puissent mieux apprécier l'archéologie et l'Antiquité. Outre les résultats des fouilles, des sites similaires (comme Echternach au Luxembourg) ont été pris en compte ainsi que la littérature ancienne (par exemple Vitruve) et moderne pertinente. Les bâtiments reconstruits reposent aujourd'hui sur les murs de fondation romains, révélant leur apparence probable aux IIe et IIIe siècles.
Les bâtiments actuels comprennent : les thermes, entièrement fonctionnels, constitués d'un frigidarium (bain froid), d'un caldarium (bain chaud) et d'un tepidarium (bain tempéré) ainsi que de latrines, d'un vestiaire et d'un espace de détente ; le manoir, ou bâtiment principal, avec une grande salle de réception et un certain nombre de pièces adjacentes dans lesquelles sont exposées les découvertes les plus importantes du site  ; une cuisine romaine (achevée en 2008) ; un bâtiment résidentiel ; et une taverne, qui ne faisait pas partie de la villa d'origine, mais qui sert des repas basés sur des recettes romaines antiques.

## Les jardins
Les jardins, conçus de la manière la plus authentique possible sur la base d'analyses polliniques et de la littérature pertinente, se composent d'un jardin d'herbes aromatiques avec des épices et des plantes médicinales ainsi que d'un potager avec des fruits et des légumes. La roseraie et le jardin de la cour intérieure sont également basés sur des modèles romains et donnent une idée de l'architecture des jardins romains avec leurs fontaines et leurs allées piétonnes.

## Journées romaines
Les « Journées romaines » (Römertage), un week-end avec des spectacles de reconstitution historique de l'époque romaine, ont lieu chaque année à la villa pendant un week-end du mois d'août, depuis 1997.